# 破魔矢

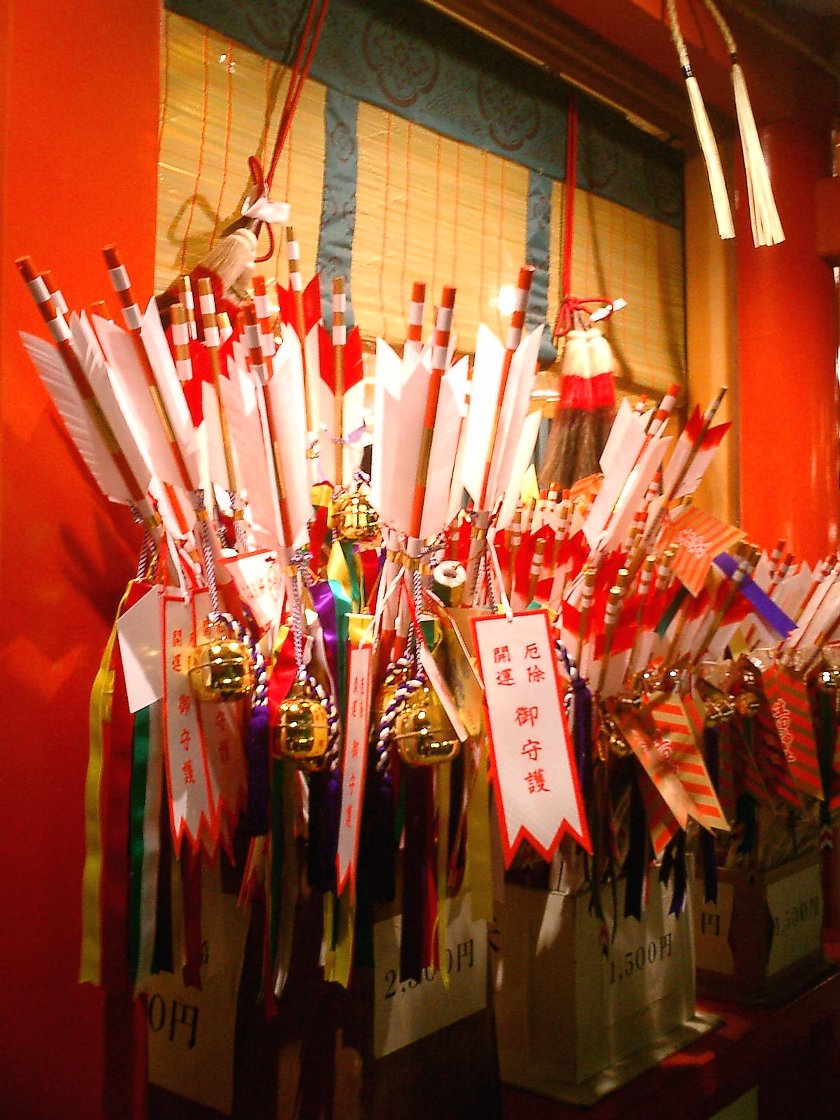
破魔矢

破魔箭或破魔矢（はまや）是一種日本傳統祈福用品，同一般的箭相比，它沒有箭頭，而箭翎處則飾有鈴鐺、繪馬等有吉祥意義的物品。
常常跟破魔矢一同出現的是破魔弓（はまゆみ），作爲附屬的儀式福物，起着類似的作用。

## 由來

### 源賴義起源說
公元11世紀後半葉，源賴義接受了京都石清水八幡宫賜予的弓箭，前往陸奧國，由此終結了前九年之役。據傳該箭現在被供奉於鹤冈的八幡宫，該八幡宫是源賴朝從由比浜遷移過來的。
源賴義年輕時勇武過人，尤擅弓箭。人們希望可以以供奉弓箭的形式來尋求他的庇護，後來便有了破魔矢的說法。

### 烏摩勒伽起源說

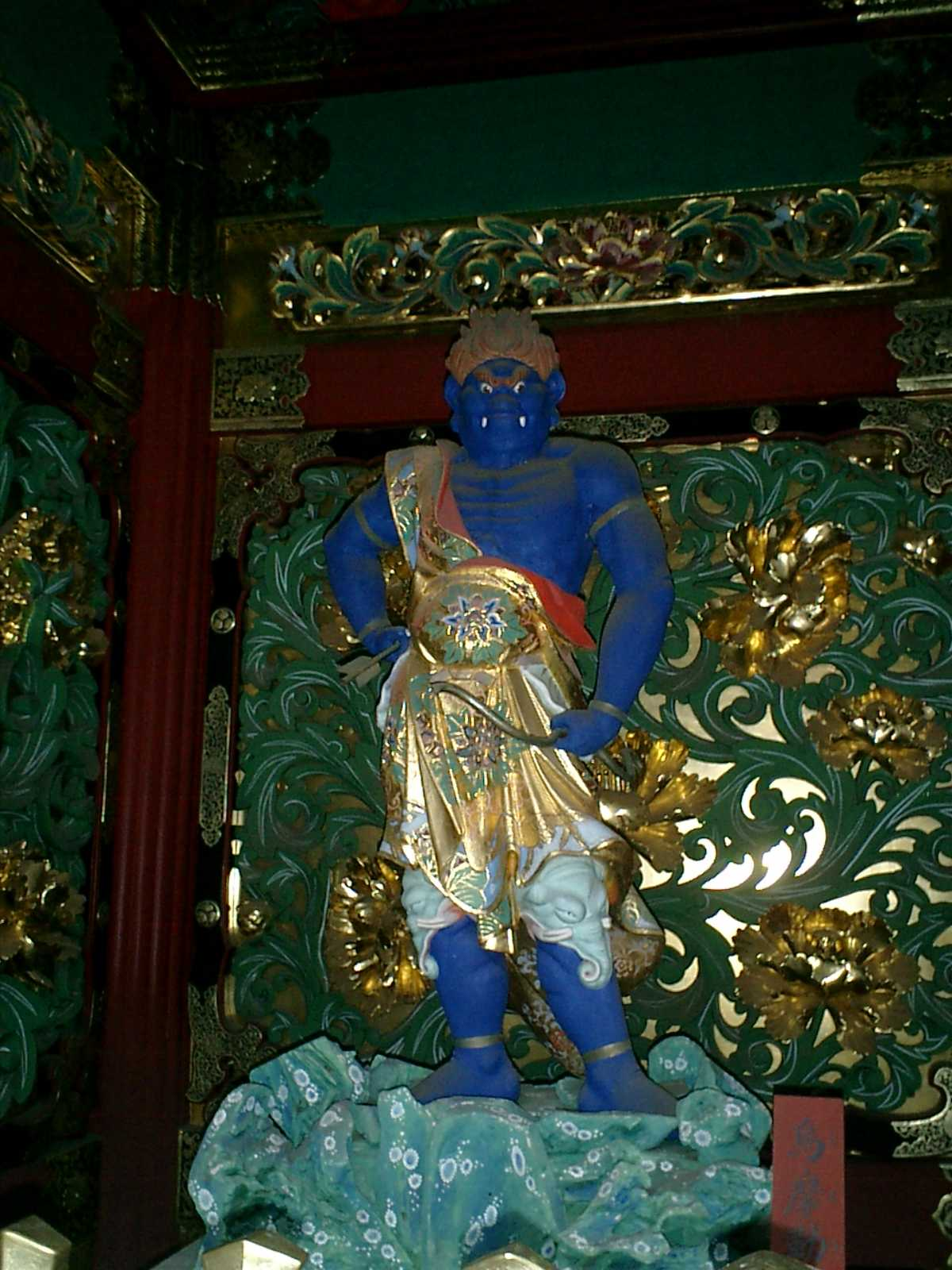
輪王寺中供奉的烏摩勒伽，手中持有金弓

破魔矢的“破魔”二字被認爲是取自佛教用語。關於破魔矢的起源，有着不同的說法]]
根據另外一說，日本佛教中的烏摩勒伽（うまろきゃ）持有金弓，他的箭具有殺死惡魔的功效。供奉烏摩勒伽的輪王寺以其名義售賣弓箭“龍神破魔矢”，羣衆由此以期平安，後來便有了破魔矢的說法。
因爲破魔矢的意義在於用箭上的淨化魔力攻擊邪魔所散發出的邪氣、邪意、邪道、邪心等不潔的事物，而非攻擊人或動物，因此破魔矢沒有鋒利的箭尖。

### 農業占卜說
還有一說，認爲破魔矢源於日本古代的農業占卜儀式。
在正月時，各地區會選出自己的代表進行射箭比賽，人們認爲獲勝的地區將會在來年迎來大豐收。在該儀式中使用的弓箭就被稱爲「破魔弓」和「破魔矢」。而將破魔矢供奉在家中用於祈福的習俗，則是到了江戶時代（西元1603-1867年，約相當於中國明末到清末）才開始形成。
起初人們使用整套的「破魔弓」和「破魔矢」，後來漸漸簡化爲只供奉單支的「破魔矢」，而破魔弓則成爲了附屬的祈福物。

## 飾物的意義

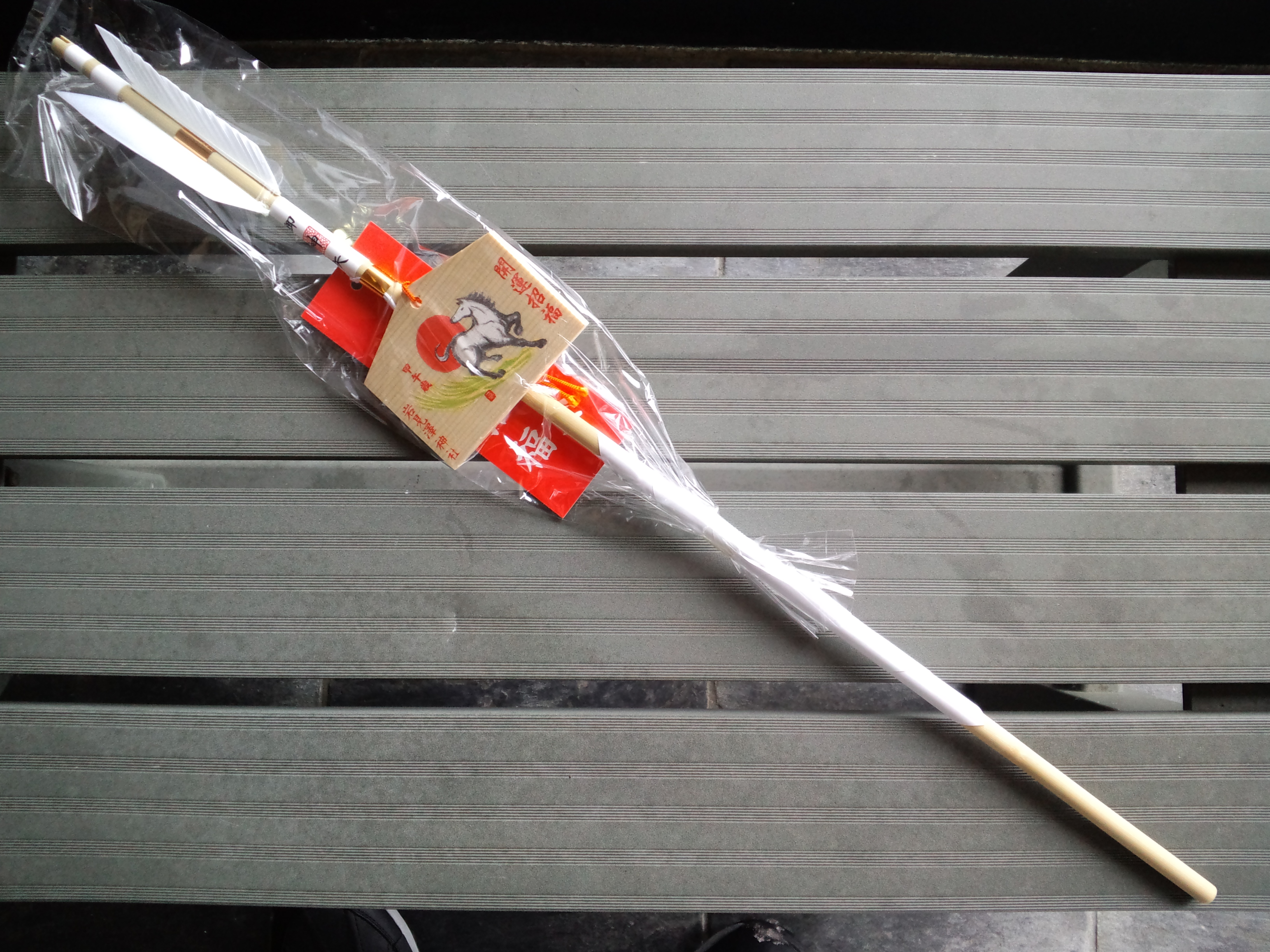
岩見沢神社的破魔矢，繪馬上面繪有生肖馬

除了繪馬，破魔矢還裝飾有鈴鐺，繪有不同色彩。破魔矢上的繪馬通常繪有當年的生肖，或是祈禱元氣、財富、事業等運勢的語句。鈴鐺發出的鈴聲，被認爲有着吸引神靈寄宿和保佑，驅除邪惡的作用。破魔矢还有着不同的顏色，但是這並沒有特殊的意義。

## 獲得途徑

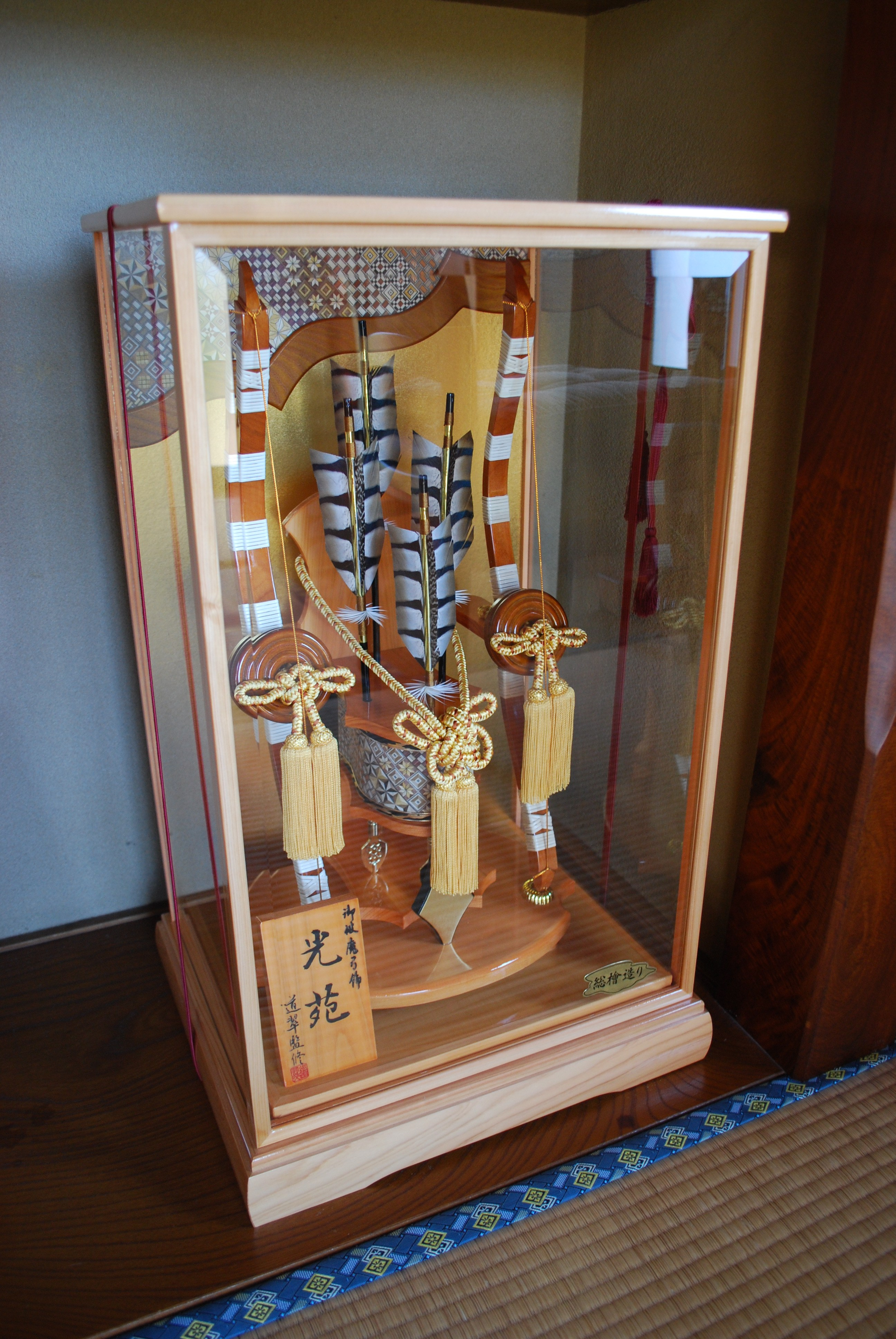
有男孩的家庭在其出生後第一個正月供奉的破魔矢

在日本新年期間，人們在去寺廟、神社“初詣”（はつもうで）時，往往會請奉一隻破魔矢，以此祈求新年的好運與吉祥。
除此之外，舊時在建造房屋時，人們會在“上棟式”儀式中在房樑上朝“鬼門”——也就是東北方向放上一隻破魔矢，以此表達驅邪避害的美好願景。在當代，人們會在喬遷新居時贈送破魔矢來替代這一傳統習俗。
另外，在男孩出生後過第一個正月或男孩節時，親友也會贈送破魔矢和破魔弓來表示驅災消難。這項儀式後來也普及到了女孩身上。

## 擺放
因爲破魔矢具有特殊的祈福意義，所以需要恭敬供奉，不能隨意擺放。一般來說，破魔矢會被安奉在家中的神龕或凹間等清靜之處，或是其他不會顯得不敬的地方。
以豎直方式擺放時，箭羽須朝上。比較講究者則會讓箭頭指向神社指示的「兇位」。

## 破魔矢的現狀
破魔矢作爲日本傳統的祈福道具，在現今日本人的生活中仍處於重要地位。
但是現在，伴隨着商業化，破魔矢已衍生出了新的形態。比如有一種產品是，生肖不再畫在繪馬上，而是做成立體動物口中銜着或手持迷你破魔矢。這些產品多是作爲紀念品向外國遊客出售，價格比一般的破魔矢要高很多。
在許多影視及遊戲作品中，都出現了破魔矢的影子，比如《犬夜叉》和陰陽師。破魔矢作爲日本傳統文化的代表物之一，正在被世界更多的人民接受和喜愛。

## 商標註冊
在神奈川縣鎌倉市，有一家專門製作供神社祝福的小型破魔矢的商家名爲“破魔矢奉製所”，將“破魔矢”登記爲了其合法商標。

## 其他注意事項
同御守一樣，破魔矢也是有“保存期限”的。經過一年之後，破魔矢需要被送回原來的神社，通過神社進行的“左義長祭”等儀式焚化，以此除掉一年以來的壞運氣。

## 外部連結
- 破魔矢在不同詞典中的解釋（日語） （页面存档备份，存于）